# PhoX (logiciel)
Pour les articles homonymes, voir Phox.
PhoX (1994) est un assistant de preuve développé par Christophe Raffalli à l'Université de Savoie et antérieurement à Jussieu avec la participation de Philippe Curmin, Pascal Manoury et Paul Roziere.
Son nom provient du fait qu'un renard (en anglais fox) peut manger un coq (Coq étant l'ancien nom de l'assistant de preuve Rocq). Il signifie également Proof assistant in Higher Order logic eXtensible.
Il a été écrit dans le langage OCaml, et peut être utilisé sur la plus grande partie des systèmes informatiques comme Linux, Windows et Mac OS X.
Ainsi que l'indique son nom en anglais, PhoX est basé sur la Logique d'ordre supérieur et est extensible. Un des principes de ce programme est d'être le plus convivial possible, et de demander peu de temps d'apprentissage, celui-ci étant utilisé pour l'enseignement auprès des étudiants de mathématiques.
Voici les différentes caractéristiques de PhoX :
1. Les preuves sont développées en déduction naturelle.
2. Un démonstrateur automatique modeste permet de terminer automatiquement les points de preuve aisés.
3. Un raisonnement équationnel est également disponible, soit automatiquement, soit pour faire de la réécriture.
4. Les règles peuvent être étendues par l'utilisateur, tout comme la syntaxe.
5. L'arbre de preuve est construit au fur et à mesure de la preuve, et vérifié à la fin.
6. Il est possible d'utiliser des modules, dans une mesure qui ne permet pas la quantification universelle sur ceux-ci.